# Tschechischer Fußballpokal 2020/21
Der Tschechische Fußballpokal 2020/21 (tschechisch Pohár FAČR 2020/21) war die 28. Austragung des Fußballpokalwettbewerbs der Männer des Fußballverbandes der Tschechischen Republik. Partner des Wettbewerbs ist der ungarische Mineralölkonzern MOL, weshalb die offizielle Bezeichnung MOL Cup 2020/21 lautet. Pokalsieger wurde der SK Slavia Prag durch einen 1:0-Erfolg im Finale gegen den FC Viktoria Pilsen.
Der tschechische Pokalsieger war bereits als Meister für die UEFA Champions League 2021/22 qualifiziert. Dadurch ging der Startplatz an den Liganächsten.

## Modus und Termine
Der Wettbewerb begann am 11. August 2020 mit der 1. Runde. Diesmal gab es wegen der Corona-Pandemie keine Vorrunde und mehrere Teams zogen sich zurück, um den Corona-Test nicht zahlen zu müssen. Bei Mannschaften, die gegen Proftteams anzutreten hatten, war dieser Test verpflichtend.
An der 1. Runde nahmen 86 Mannschaften teil, darunter die 14 Zweitligisten, 33 Drittligisten, 38 Teams aus der viertklassigen „Divize“, vier Fünftligisten, ein Sechstligist sowie ein Team aus der ersten Liga. Der SK Uničov gewann zwar sein Spiel in der 1. Runde, trat jedoch vor der Auslosung zur 2. Runde zurück. In dieser kamen die zwölf Erstligisten, die nicht an den europäischen Wettbewerben beteiligt waren, zum Einsatz. Die Top-Fünf der ersten Liga (einschließlich Titelverteidiger AC Sparta Prag) stießen dann in der 3. Runde dazu.
Die Begegnungen wurden in einem Spiel ausgetragen. Wenn ein Spiel unentschieden endete, folgte eine Verlängerung und falls danach kein Sieger feststand ein Elfmeterschießen. Diese Regelung wurde 2016/17 eingeführt.
| Runde         | Datum              | Spiele | Vereine  | Neueinstiege |
| ------------- | ------------------ | ------ | -------- | ------------ |
| 1. Runde      | 15. August 2020    | 43     | 103 → 60 | 86           |
| 2. Runde      | 16. September 2020 | 27     | 59 → 32  | 12           |
| 3. Runde      | 30. September 2020 | 16     | 32 → 16  | 05           |
| Achtelfinale  | 30. Oktober 2020   | 08     | 16 → 8   | –            |
| Viertelfinale | 3. März 2021       | 04     | 8 → 4    | –            |
| Halbfinale    | 7. April 2021      | 02     | 4 → 2    | –            |
| Finale        | 20. Mai 2021       | 01     | 2 → 1    | –            |
| Gesamt        |                    | 1010   |          | 1030         |

## 1. Runde
Teilnehmer: Ein Erstligist (FK Pardubice), 14 Zweitligisten, 28 Drittligisten, 38 Viertligisten, vier Fünftligisten und ein Sechstligist. Insgesamt nahmen an dieser Runde 86 Mannschaften teil.
| 86 Teilnehmer | | | | |
| FK Pardubice (I) FK Blansko (II) MFK Chrudim (II) FC Vysočina Jihlava (II) SK Hradec Králové (II) SK Líšeň (II) FK Dukla Prag (II) 1. SK Prostějov (II) FC MAS Táborsko (II) Fotbal Třinec (II) FK Ústí nad Labem (II) FC Sellier & Bellot Vlašim (II) FK Varnsdorf (II) FK Slavoj Vyšehrad (II) FK Viktoria Žižkov (II) | FC Dolní Benešov (III) SK Benešov (III) FK Chlumec nad Cidlinou (III) TJ Jiskra Domažlice (III) MFK Frýdek-Místek (III) Sokol Hostouň (III) FC Hlučin (III) FC Slavia Karlovy Vary (III) FK Králův Dvůr (III) SK Hanácká Slavia Kroměříž (III) FC Velké Meziříčí (III)) FC Odra Petřkovice (III) Povltavská Fotbalová Akademie (III) FC Písek (III) FK Admira Prag (III) SK Motorlet Prag (III) FK Přepeře (III) FC Slovan Rosice (III) | FK Baník Sokolov (III) SK Uničov (III) 1 TJ Jiskra Ústí nad Orlicí (III) TJ Slovan Velvary (III) FK Loko Vltavín (III) SFK Vrchovina Nové Město (III) MFK Vyškov (III) FK Zápy (III) FK Zbuzany 1953 (III) 1. SC Znojmo (III) FK Brandýs nad Labem (IV) SK Český Brod (IV) Český lev – Union Beroun (IV) FK Olympie Březová (IV) FC Chomutov (IV) SK Dětmarovice (IV) MFK Dobříš (IV) SK Beskyd Frenštát (IV) | TJ Velké Hamry (IV) SK Hranice (IV) AFC Humpolec (IV) FK Nový Jičín (IV) SK Kladno (IV) FK Sparta Kolín (IV) SK Kosmonosy (IV) TJ Dvůr Králové (IV) TJ Sokol Lanžhot (IV) FC Viktoria Mariánské Lázně (IV) FK Letohrad (IV) TJ Sokol Libiš (IV) TJ Valašské Meziříčí (IV) SK Vysoké Mýto (IV) FK Náchod (IV) 1. HFK Olomouc (IV) SK Aritma Prag (IV) FK Meteor Prag VIII (IV) | FSC Stará Říše (IV) TJ Jiskra Rýmařov (IV) TJ Tatran Sedlčany (IV) TJ Skaštice (IV) SK Slaný (IV) FC TVD Slavičín (IV) FK Spartak Soběslav (IV) FK Baník Souš (IV) FC Strání (IV) TJ Sokol Tasovice (IV) MFK Vítkovice (IV) SK Tatran Ždírec nad Doubravou (IV) TJ Unie Hlubina (V) FK Komarov (V) SK Libčany (V) TJ Sokol Srbice (V) 1. FC Olešnice (VI) |
| Ligaebene in Klammern: III = ČFL bzw. MSFL • IV = Divize • V = Krajský přebor • VI = I. A třída | | | | |

| Datum                 |                                     | Ergebnis        |                                     |
| --------------------- | ----------------------------------- | --------------- | ----------------------------------- |
| 11.08.2020, 17:30 Uhr | 1. HFK Olomouc (IV)                 | 0:2             | FC Slovan Rosice (III)              |
| 11.08.2020, 17:30 Uhr | SK Beskyd Frenštát (IV)             | 2:1             | FC Dolní Benešov (III)              |
| 14.08.2020, 18:00 Uhr | FK Spartak Soběslav (IV)            | 0:1             | FC MAS Táborsko (II)                |
| 15.08.2020, 10:15 Uhr | FK Sparta Kolín (IV)                | 1:1 (4:3 i. E.) | FK Pardubice (I)                    |
| 15.08.2020, 10:15 Uhr | SK Kladno (IV)                      | 5:6             | SK Benešov (III)                    |
| 15.08.2020, 10:15 Uhr | SK Slaný (IV)                       | 1:2 n. V.       | Sokol Hostouň (III)                 |
| 15.08.2020, 10:15 Uhr | FK Brandýs nad Labem (IV)           | 2:4             | TJ Jiskra Domažlice (III)           |
| 15.08.2020, 10:15 Uhr | SK Libčany (V)                      | 0:7             | FK Chlumec nad Cidlinou (III)       |
| 15.08.2020, 10:15 Uhr | TJ Sokol Libiš (IV)                 | 0:6             | FK Loko Vltavín (III)               |
| 15.08.2020, 10:15 Uhr | SK Motorlet Prag (III)              | 1:0             | FK Meteor Prag VIII (IV)            |
| 15.08.2020, 10:15 Uhr | TJ Dvůr Králové (IV)                | 0:3             | TJ Jiskra Ústí nad Orlicí (III)     |
| 15.08.2020, 10:30 Uhr | FC Viktoria Mariánské Lázně (IV)    | 0:6             | FC Slavia Karlovy Vary (III)        |
| 15.08.2020, 14:30 Uhr | FC Chomutov (IV)                    | 1:3             | Povltavská Fotbalová Akademie (III) |
| 15.08.2020, 16:00 Uhr | FK Olympie Březová (IV)             | 3:2             | FK Zbuzany 1953 (III)               |
| 15.08.2020, 17:00 Uhr | Český lev – Union Beroun (IV)       | 0:4             | FK Viktoria Žižkov (II)             |
| 15.08.2020, 17:00 Uhr | SK Vysoké Mýto (IV)                 | 4:3 n. V.       | FK Zápy (III)                       |
| 15.08.2020, 17:00 Uhr | TJ Slovan Velvary (III)             | 5:1             | MFK Dobříš (IV)                     |
| 15.08.2020, 17:00 Uhr | FK Náchod (IV)                      | 0:6             | SK Hradec Králové (II)              |
| 15.08.2020, 17:00 Uhr | SK Český Brod (IV)                  | 1:1 (5:4 i. E.) | FC Písek (III)                      |
| 15.08.2020, 17:00 Uhr | TJ Velké Hamry (IV)                 | 0:2             | FC Sellier & Bellot Vlašim (II)     |
| 15.08.2020, 17:00 Uhr | FK Baník Souš (IV)                  | 2:0             | FK Králův Dvůr (III)                |
| 15.08.2020, 17:00 Uhr | TJ Sokol Srbice (V)                 | 3:0             | FK Baník Sokolov (III)              |
| 16.08.2020, 17:00 Uhr | TJ Tatran Sedlčany (IV)             | 0:6             | FK Slavoj Vyšehrad (II)             |
| 25.08.2020, 17:00 Uhr | FK Letohrad (IV)                    | 0:2             | MFK Chrudim (II)                    |
| 25.08.2020, 17:30 Uhr | AFC Humpolec (IV)                   | 1:2             | SFK Vrchovina Nové Město (III)      |
| 25.08.2020, 17:30 Uhr | TJ Sokol Tasovice (IV)              | 4:5 n. V.       | 1. SC Znojmo (III)                  |
| 26.08.2020, 17:30 Uhr | FC Strání (IV)                      | 1:5             | SK Hanácká Slavia Kroměříž (III)    |
| 26.08.2020, 17:30 Uhr | SK Dětmarovice (IV)                 | 1:6             | FC Hlučin (III)                     |
| 26.08.2020, 17:30 Uhr | TJ Skaštice (IV)                    | 0:6             | MFK Vyškov (III)                    |
| 26.08.2020, 17:30 Uhr | 1. FC Olešnice (VI)                 | 0:4             | SK Uničov (III) 1                   |
| 26.08.2020, 17:30 Uhr | SK Tatran Ždírec nad Doubravou (IV) | 00:3 2          | FC Velké Meziříčí (III)             |
| 26.08.2020, 17:30 Uhr | FSC Stará Říše (IV)                 | 1:4             | FC Vysočina Jihlava (II)            |
| 26.08.2020, 17:00 Uhr | TJ Unie Hlubina (V)                 | 6:3             | MFK Vítkovice (IV)                  |
| 26.08.2020, 17:30 Uhr | FC TVD Slavičín (IV)                | 00:3 2          | Fotbal Třinec (II)                  |
| 26.08.2020, 17:30 Uhr | TJ Valašské Meziříčí (IV)           | 0:1             | MFK Frýdek-Místek (III)             |
| 26.08.2020, 17:30 Uhr | TJ Jiskra Rýmařov (IV)              | 00:3 2          | 1. SK Prostějov (II)                |
| 26.08.2020, 17:30 Uhr | FK Nový Jičín (IV)                  | 0:3             | FC Odra Petřkovice (III)            |
| 26.08.2020, 17:30 Uhr | TJ Sokol Lanžhot (IV)               | 0:1             | SK Líšeň (II)                       |
| 26.08.2020, 18:00 Uhr | FK Admira Prag (III)                | 0:4             | FK Dukla Prag (II)                  |
| 26.08.2020, 18:00 Uhr | FK Komarov (V)                      | 1:3             | FK Ústí nad Labem (II)              |
| 26.08.2020, 18:00 Uhr | FK Přepeře (III)                    | 3:1             | FK Varnsdorf (II)                   |
| 02.09.2020, 17:00 Uhr | SK Hranice (IV)                     | 00:3 2          | FK Blansko (II)                     |
| 02.09.2020, 17:30 Uhr | SK Kosmonosy (IV)                   | 1:1 (0:3 i. E.) | SK Aritma Prag (IV)                 |

## 2. Runde
Teilnehmer: Die 42 Sieger der 1. Runde und 12 Erstligisten
| Fortuna Liga 11 Erstligisten | Sieger der 1. Runde 43 Mannschaften | Sieger der 1. Runde 43 Mannschaften | Sieger der 1. Runde 43 Mannschaften | Sieger der 1. Runde 43 Mannschaften |
| Bohemians Prag 1905 FC Zbrojovka Brünn Dynamo Budweis MFK Karviná SK Sigma Olmütz SFC Opava Baník Ostrava 1. FK Příbram 1. FC Slovácko FK Teplice FC Fastav Zlín | FK Blansko (II) MFK Chrudim (II) FC Vysočina Jihlava (II) SK Hradec Králové (II) SK Líšeň (II) FK Dukla Prag (II) 1. SK Prostějov (II) FC MAS Táborsko (II) Fotbal Třinec (II) FK Ústí nad Labem (II) FC Sellier & Bellot Vlašim (II) FK Slavoj Vyšehrad (II) FK Viktoria Žižkov (II) SK Benešov (III) | FK Chlumec nad Cidlinou (III) TJ Jiskra Domažlice (III) MFK Frýdek-Místek (III) Sokol Hostouň (III) FC Hlučin (III) FC Slavia Karlovy Vary (III) SK Hanácká Slavia Kroměříž (III) FC Velké Meziříčí (III) FC Odra Petřkovice (III) Povltavská Fotbalová Akademie (III) SK Motorlet Prag (III) FK Přepeře (III) FC Slovan Rosice (III) TJ Jiskra Ústí nad Orlicí (III) | TJ Slovan Velvary (III) FK Loko Vltavín (III) SFK Vrchovina Nové Město (III) MFK Vyškov (III) 1. SC Znojmo (III) FK Olympie Březová (IV) SK Český Brod (IV) SK Beskyd Frenštát (IV) FK Sparta Kolín (IV) SK Vysoké Mýto (IV) SK Aritma Prag (IV) FK Baník Souš (IV) TJ Sokol Srbice (V) TJ Unie Hlubina (VI) |                                     |
| Ligaebene in Klammern: II = FNL • III = ČFL bzw. MSFL • IV = Divize                                                                                              | | | |                                     |

| Datum                 |                                     | Ergebnis |                                 |
| --------------------- | ----------------------------------- | -------- | ------------------------------- |
| 13.09.2020, 16:00 Uhr | SFK Vrchovina Nové Město (III)      | 1:2      | FC Vysočina Jihlava (II)        |
| 15.09.2020, 16:00 Uhr | MFK Frýdek-Místek (III)             | 1:2      | FK Blansko (IV)                 |
| 16.09.2020, 16:00 Uhr | SK Vysoké Mýto (IV)                 | 0:2      | FK Přepeře (III)                |
| 16.09.2020, 16:00 Uhr | Sokol Hostouň (III)                 | 0:1      | FK Mladá Boleslav (I)           |
| 16.09.2020, 16:00 Uhr | TJ Slovan Velvary (III)             | 0:2      | Bohemians Prag 1905 (I)         |
| 16.09.2020, 16:00 Uhr | SK Beskyd Frenštát (IV)             | 0:4      | Baník Ostrava (I)               |
| 16.09.2020, 16:00 Uhr | TJ Unie Hlubina (VI)                | 0:6      | MFK Karviná (I)                 |
| 16.09.2020, 16:00 Uhr | TJ Jiskra Ústí nad Orlicí (III)     | 1:0      | FC Fastav Zlín (I)              |
| 16.09.2020, 16:00 Uhr | TJ Jiskra Domažlice (III)           | 2:0      | FK Ústí nad Labem (II)          |
| 16.09.2020, 16:00 Uhr | FK Olympie Březová (IV)             | 00:3 1   | SK Hradec Králové (II)          |
| 16.09.2020, 16:00 Uhr | SK Benešov (III)                    | 00:3 1   | FK Teplice (I)                  |
| 16.09.2020, 16:00 Uhr | FC Hlučin (III)                     | 00:3 1   | Fotbal Třinec (II)              |
| 16.09.2020, 16:00 Uhr | 1. SC Znojmo (III)                  | 00:3 1   | SK Líšeň (II)                   |
| 16.09.2020, 16:00 Uhr | FC Velké Meziříčí (III)             | 00:3 1   | 1. SK Prostějov (II)            |
| 16.09.2020, 16:00 Uhr | SK Český Brod (IV)                  | 00:3 1   | FK Chlumec nad Cidlinou (III)   |
| 16.09.2020, 16:00 Uhr | SK Motorlet Prag (III)              | 00:3 1   | MFK Chrudim (II)                |
| 16.09.2020, 16:00 Uhr | Povltavská Fotbalová Akademie (III) | 00:3 1   | FC MAS Táborsko (II)            |
| 16.09.2020, 16:00 Uhr | SK Aritma Prag (IV)                 | 00:3 1   | FK Dukla Prag (II)              |
| 16.09.2020, 16:00 Uhr | MFK Vyškov (III)                    | 00:3 1   | 1. FC Slovácko (I)              |
| 16.09.2020, 16:00 Uhr | FC Slovan Rosice (III)              | 00:3 1   | FC Zbrojovka Brünn (I)          |
| 16.09.2020, 16:00 Uhr | FC Odra Petřkovice (III)            | 00:3 1   | SK Sigma Olmütz (I)             |
| 16.09.2020, 16:00 Uhr | FK Loko Vltavín (III)               | 00:3 1   | 1. FK Příbram (I)               |
| 16.09.2020, 16:00 Uhr | TJ Sokol Srbice (V)                 | 00:3 1   | FC Sellier & Bellot Vlašim (II) |
| 16.09.2020, 17:30 Uhr | SK Hanácká Slavia Kroměříž (III)    | 00:3 1   | SFC Opava (I)                   |
| 22.09.2020, 17:30 Uhr | FK Baník Souš (IV)                  | 00:3 1   | Dynamo Budweis (I)              |
| 23.09.2020, 16:00 Uhr | FK Sparta Kolín (IV)                | 00:3 1   | FK Viktoria Žižkov (II)         |
| 23.09.2020, 16:00 Uhr | FC Slavia Karlovy Vary (III)        | 03:0 1   | FK Slavoj Vyšehrad (II)         |

## 3. Runde
Für die 3. Runde waren neben dem Titelverteidiger SK Slavia Prag die vier bestplatzierten Erstligisten der Saison 2019/20 sowie die 27 Siegermannschaften der 2. Runde qualifiziert.
| Titelverteidiger MOL-Cup vier Bestplatzierten der 1. Liga                   | Sieger der 2. Runde 27 Mannschaften | Sieger der 2. Runde 27 Mannschaften | Sieger der 2. Runde 27 Mannschaften | Sieger der 2. Runde 27 Mannschaften |
| AC Sparta Prag SK Slavia Prag FK Jablonec Slovan Liberec FC Viktoria Pilsen | Dynamo Budweis (I) FC Zbrojovka Brünn (I) MFK Karviná (I) FK Mladá Boleslav (I) SK Sigma Olmütz (I) SFC Opava (I) Baník Ostrava (I) Bohemians Prag 1905 (I) 1. FK Příbram (I) | 1. FC Slovácko (I) FK Teplice (I) FK Blansko (II) MFK Chrudim (II) FC Vysočina Jihlava (II) SK Hradec Králové (II) SK Líšeň (II) FK Dukla Prag (II) 1. SK Prostějov (II) | FC MAS Táborsko (II) Fotbal Třinec (II) FC Sellier & Bellot Vlašim (II) FK Viktoria Žižkov (II) FK Chlumec nad Cidlinou (III) TJ Jiskra Domažlice (III) FC Slavia Karlovy Vary (III)) FK Přepeře (III) TJ Jiskra Ústí nad Orlicí (III) |                                     |
| Ligaebene in Klammern: II = FNL • III = ČFL bzw. MSFL • IV = Divize         | | | |                                     |

| Datum                 |                                 | Ergebnis        |                                 |
| --------------------- | ------------------------------- | --------------- | ------------------------------- |
| 30.09.2020, 15:00 Uhr | AC Sparta Prag (I)              | 2:0             | FK Blansko (II)                 |
| 30.09.2020, 15:30 Uhr | FC MAS Táborsko (II)            | 0:3             | Bohemians Prag 1905 (I)         |
| 30.09.2020, 15:30 Uhr | MFK Karviná (I)                 | 1:3             | FC Sellier & Bellot Vlašim (II) |
| 30.09.2020, 15:30 Uhr | FK Chlumec nad Cidlinou (III)   | 1:3             | FK Teplice (I)                  |
| 06.10.2020, 18:00 Uhr | 1. FC Slovácko (I)              | 6:0             | 1. SK Prostějov (II)            |
| 07.10.2020, 15:00 Uhr | FC Zbrojovka Brünn (I)          | 1:0             | FC Vysočina Jihlava (II)        |
| 07.10.2020, 15:30 Uhr | TJ Jiskra Ústí nad Orlicí (III) | 00:3 1          | Dynamo Budweis (I)              |
| 08.10.2020, 15:30 Uhr | MFK Chrudim (II)                | 1:1 (6:7 i. E.) | FK Mladá Boleslav (I)           |
| 09.10.2020, 15:00 Uhr | SK Hradec Králové (II)          | 2:1 n. V.       | 1. FK Příbram (I)               |
| 19.01.2021, 15:30 Uhr | SK Slavia Prag (I)              | 4:1             | FK Dukla Prag (II)              |
| 09.02.2021, 16:30 Uhr | FC Slavia Karlovy Vary (III)    | 3:0             | SFC Opava (I)                   |
| 10.02.2021, 13:00 Uhr | SK Sigma Olmütz (I)             | 3:1             | TJ Jiskra Domažlice (III)       |
| 10.02.2021, 16:00 Uhr | FC Viktoria Pilsen (I)          | 7:0             | FK Přepeře (III)                |
| 11.02.2021, 14:00 Uhr | Slovan Liberec (I)              | 3:1 n. V.       | FK Viktoria Žižkov (II)         |
| 19.02.2021, 16:00 Uhr | FK Jablonec (I)                 | 03:0 1          | SK Líšeň (II)                   |
| 23.02.2021, 14:00 Uhr | Baník Ostrava (I)               | 2:0             | Fotbal Třinec (II)              |

## Achtelfinale
| Datum                 |                                 | Ergebnis  |                              |
| --------------------- | ------------------------------- | --------- | ---------------------------- |
| 02.03.2021, 14:00 Uhr | FC Viktoria Pilsen (IV)         | 3:1       | SK Hradec Králové (II)       |
| 03.03.2021, 14:00 Uhr | FK Teplice (IV)                 | 2:0       | FC Zbrojovka Brünn (I)       |
| 03.03.2021, 17:00 Uhr | Slovan Liberec (I)              | 1:0       | Dynamo Budweis (I)           |
| 03.03.2021, 19:00 Uhr | SK Slavia Prag (I)              | 10:30     | FC Slavia Karlovy Vary (III) |
| 09.03.2021, 16:00 Uhr | Bohemians Prag 1905 (I)         | 0:2       | SK Sigma Olmütz (I)          |
| 17.03.2021, 16:30 Uhr | AC Sparta Prag (I)              | 1:0       | Baník Ostrava (I)            |
| 26.03.2021, 14:30 Uhr | FK Mladá Boleslav (I)           | 4:2 n. V. | 1. FC Slovácko (I)           |
| 27.03.2021, 14:00 Uhr | FC Sellier & Bellot Vlašim (II) | 2:3       | FK Jablonec (II)             |

## Viertelfinale
| Datum                 |                        | Ergebnis |                       |
| --------------------- | ---------------------- | -------- | --------------------- |
| 07.04.2021, 15:00 Uhr | FK Teplice (I)         | 2:1      | FK Mladá Boleslav (I) |
| 07.04.2021, 15:30 Uhr | FC Viktoria Pilsen (I) | 1:0      | Slovan Liberec (I)    |
| 07.04.2021, 15:30 Uhr | AC Sparta Prag (I)     | 4:1      | FK Jablonec (I)       |
| 28.04.2021, 14:00 Uhr | SK Sigma Olmütz (I)    | 0:3      | SK Slavia Prag (I)    |

## Halbfinale
| Datum                 |                        | Ergebnis |                    |
| --------------------- | ---------------------- | -------- | ------------------ |
| 28.04.2021, 17:00 Uhr | FC Viktoria Pilsen (I) | 1:0      | FK Teplice (I)     |
| 05.05.2021, 17:30 Uhr | AC Sparta Prag (I)     | 0:3      | SK Slavia Prag (I) |

## Finale
| Paarung            | FC Viktoria Pilsen – SK Slavia Prag |
| Ergebnis           | 0:1 (0:0) |
| Datum              | 20. Mai 2021 um 17:00 Uhr |
| Stadion            | Doosan Arena, Pilsen |
| Zuschauer          | 1.167 |
| Schiedsrichter     | Karel Hrubeš |
| Tore               | 0:1 Abdallah Sima (73.) |
| FC Viktoria Pilsen | Jindřich Staněk – Matěj Hybš, Jakub Brabec, Lukáš Hejda – Milan Havel, Pavel Bucha (84. Adriel Ba Loua), Lukáš Kalvach, Aleš Čermák (89. Zdeněk Ondrášek), Šimon Falta – Pavel Šulc (74. Joel Ngandu Kayamba), Jean-David Beauguel (84. Ondřej Mihálik) Cheftrainer: Michal Bílek               |
| SK Slavia Prag     | Ondřej Kolář – Lukáš Masopust (60. Abdallah Sima), Ondřej Kúdela, Simon Deli (80. David Zima), Jan Bořil – Petr Ševčik, Jakub Hromada (60. Ibrahim Traoré) – Alexander Bah, Nicolae Stanciu (79. Ondřej Lingr), Oscar Dorley – Jan Kuchta (79. Mick van Buren) Cheftrainer: Jindřich Trpišovský |
| Gelbe Karten       | Zdeněk Ondrášek (89.), Lukáš Hejda (90.+2') – Lukáš Masopust (39,), Ondřej Kolář (90.+1') |
| Platzverweise      | Milan Havel (54.) – keine |